# Angewandte Chemie International Edition
Angewandte Chemie International Edition (abreviatura Angew. Chem. Int. Ed.), és una important revista científica dedicada a la química ; publicada des del 1962 per l'editorial alemana Wiley-VCH (Wiley-VCH Verlag GmbH & Co. KGaA). És la versió en anglès de la revista alemanya Angewandte Chemie que es publica des del 1887. El seu factor d'impacte és molt alt, 11,336 el 2013. Ocupa la 2a posició de qualitat de revistes dedicades a la catàlisi en el rànquing SCImago, i la 8a en la categoria de química general.
La Angewandte Chemie International Edition resumeix els resultats importants de la investigació recent sobre temes d'actualitat en totes les branques de la química, apunta problemes no resolts i discuteix possibles desenvolupaments. Articles destacats proporcionen avaluacions concises de les tendències actuals en la investigació química. Les comunicacions se seleccionen críticament i informen sobre els últims resultats de la investigació. També publica regularment conferències Nobel en els camps de la química i afins.